# Trachyrincidae
Die Trachyrincidae sind eine Fischfamilie aus der Ordnung der Dorschartigen (Gadiformes). Die Fische leben benthopelagisch in Tiefen von 400 bis 2500 Metern in allen gemäßigten Weltmeeren sowie des tropischen östlichen Pazifiks, nicht jedoch im westlichen und zentralen Nordpazifik.

## Merkmale
Die Trachyrincidae werden 37 bis 60 cm lang und besitzen einen langgestreckten Körper, der hinten spitz zuläuft. Eine Schwanzflosse fehlt. Die Schnauze ist lang, abgeflacht und zugespitzt. Das Maul ist unterständig, breit und leicht protraktil (vorstülpbar). Beide Kiefer sind mit kleinen Zähnen besetzt. Die Kinnbartel ist kurz (bei Trachyrincus) oder fehlt (bei Idiolophorhynchus). Die Anzahl der Branchiostegalstrahlen liegt bei sieben. Die Kiemenreusenstrahlen des ersten Kiemenbogens sind schlank, kurz und zahlreich. Sie besitzen zwei Rückenflossen, von denen die erste kurz und die zweite lang ist. Die zweite Rückenflosse beginnt kurz hinter der ersten Rückenflosse. Ihre Flossenstrahlen sind länger als die der Afterflosse. Die Schuppen sind dick und stachlig, teilweise auch plattenartig. Entlang der Rücken- und der Afterflosse verläuft eine Reihe gekielter Schuppen. Die Schwimmblase besitzt zwei oder drei Rete mirabile; Muskeln, um Töne zu erzeugen, sind nicht vorhanden. Bei den daraufhin untersuchten Arten der Trachyrincidae liegt die Anzahl der Rumpfwirbel bei 14. Leuchtorgane sind nicht vorhanden.

## Systematik
Das Taxon wurde im Jahr 1896 durch die US-amerikanischen Ichthyologen George Brown Goode und Tarleton Hoffman Bean eingeführt. Sie galten lange Zeit als Unterfamilie den Grenadierfischen (Macrouridae) werden heute jedoch als eigenständige Familie angesehen. Die Trachyrincidae sind innerhalb der Ordnung der Dorschartigen die Schwestergruppe einer Klade, die von den Euclichthyidae, den	Aaldorschen (Muraenolepididae) und den Hochseedorschen (Melanonidae) gebildet wird.

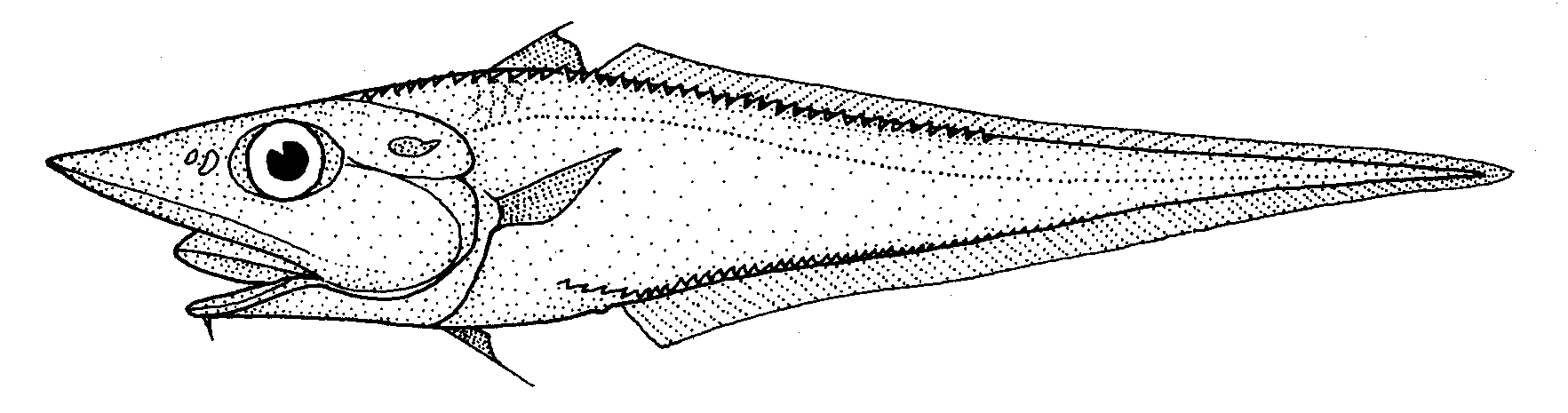
Trachyrincus longirostris

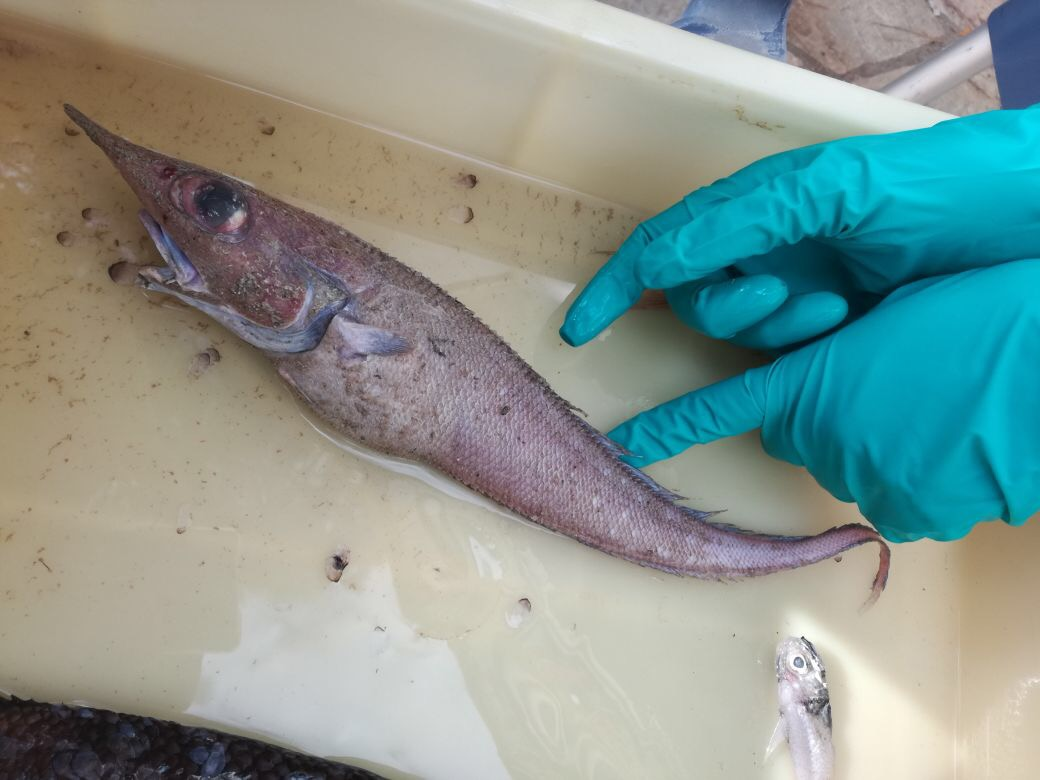
Trachyrincus scabrus

## Gattungen und Arten
Zu den Trachyrincidae gehören zwei oder vier Gattungen mit insgesamt sieben oder neun Arten:
- Idiolophorhynchus
  - Idiolophorhynchus andriashevi Sazonov, 1981
- Trachyrincus
  - Trachyrincus aphyodes McMillan, 1995
  - Trachyrincus helolepis Gilbert, 1892
  - Trachyrincus longirostris (Günther, 1878)
  - Trachyrincus murrayi Günther, 1887
  - Trachyrincus scabrus (Rafinesque, 1810)
  - Trachyrincus villegai Pequeño, 1971

Umstritten ist weiterhin die systematische Stellung von Macrouroides inflaticeps und Squalogadus modificatus. Diese zwei Arten dorschartiger Fische besitzen einen kaulquappenartigen, weichen Körper, gehören aber nach verschiedenen phylogenetischen Studien zu den Trachyrincidae, wo sie teilweise die Stellung einer eigenen Unterfamilie (Macrouroidinae) einnehmen.

## Nutzung
Von Trachyrincus scabrus in den Tiefen des westlichen Mittelmeeres abgesehen, sind die Arten der Trachyrincidae nicht häufig genug und leben in zu großen Tiefen, um von Interesse für die Fischerei zu sein.